# Roland SH-101
De Roland SH-101 is een monofone synthesizer, uitgebracht door Roland in 1982. Het is een compacte 32-toetsen tellende monofone analoge synthesizer, en bevat een oscillator met drie verschillende golfvormen: zaagtand, blokgolf en een suboscillator. Tevens heeft het een laagdoorlaatfilter (LPF), welke uit zichzelf kan oscilleren. Deze functie is veel gebruikt om drumklanken mee te creëren.
De SH-101 werd oorspronkelijk gepromoot als een monofone synthesizer voor nieuwe spelers waarbij de kerneigenschap eenvoud is. De SH-101 kwam in drie kleuren: grijs, blauw, en rood, en werkt ook op batterijen. Door het bevestigen van een schouderband en een handgreep kan de synthesizer ook bespeeld worden als een keytar.
Op 8 augustus 2017 bracht Roland de SH-01A uit in de Boutique-reeks. Het is een imitatie van de oorspronkelijke SH-101 en bevat onder andere analoge circuit-modellering, 4-stemmige polyfonie, en een ingebouwde sequencer.

## Bekende gebruikers
De SH-101 was in de jaren 80 een populair instrument en is gebruikt door vele artiesten, zoals onder meer:
- Orbital
- The Future Sound of London
- Überzone
- The Prodigy
- 808 State
- The Grid
- Cirrus
- Eat Static
- Jimmy Edgar
- Apollo 440
- Devo
- Union Jack
- Luke Vibert
- Dirty Vegas
- Josh Wink
- The Crystal Method
- Aphex Twin
- Astral Projection
- Les Rythmes Digitales
- Sense Datum
- Squarepusher
- Sascha Konietzko van KMFDM
- Freddy Fresh
- Lab-4
- Nitzer Ebb
- NTRSN
- The Chemical Brothers
- Boards of Canada
- The Moog